# بیوک اسکای‌لارک
بیوک اسکای‌لارک (Buick Skylark) خودرویی از محصولات جنرال موتورز با برند بیوک است. این خودرو(فقط مدل سدان چهار در) میان سال‌های ۱۹۷۷ تا ۱۹۸۱ توسط شرکت پارس خودرو (جنرال موتورز ایران) مونتاژ و عرضه شد. با تسویه بدهی شرکت مادر جنرال موتورز به ایران این خودرو در دو تیپ با نام های B2 و B3 مجدداً از سال ۱۹۸۶ تا ۱۹۸۸ با نام تجاری "بیوک ایران" توسط شرکت پارس خودرو مونتاژ و عرضه شد.
نسل سوم بیوک اسکای‌لارک با نام بیوک ایران توسط جنرال موتورز ایران در تیپ‌های B1، B2، B3، B4، B5 عرضه شد که بین سالهای ۱۳۵۵ تا ۱۳۵۷ و همزمان با تولید در آمریکا روانه بازار شدند. این خودرو بعد از انقلاب نیز تا اواخر دهه ۶۰ در مقاطعی توسط پارس خودرو که همان جنرال موتورز ایران بود تولید شد که این مدل‌ها غالباً از سری B2 و B3 بودند. این خودروها مجهز به موتور ۵٫۷ لیتری (SB 350 Chevrolet, L engine, 4BBL) و مجهز به آپشن های قفل برقی در، شیشه برقی، فرمان برقی، گیربکس اتوماتیک، کولر گازی، برف پاک کن اتوماتیک و قابل تنظیم، سقف چرمی و… بودند. کادیلاک سویل و شورلت نوا در همین دوره در ایران تولید شدند. در مجموع ۴۰۰۰۰ خودرو جنرال موتورز بین سال های ۱۹۷۷ تا ۱۹۸۷ در ایران تولید شد. این مدل ها اساساً همان مدل‌هایی بودند که از سال ۱۹۷۵ تا ۱۹۷۹ در ایالات متحده ساخته شدند.

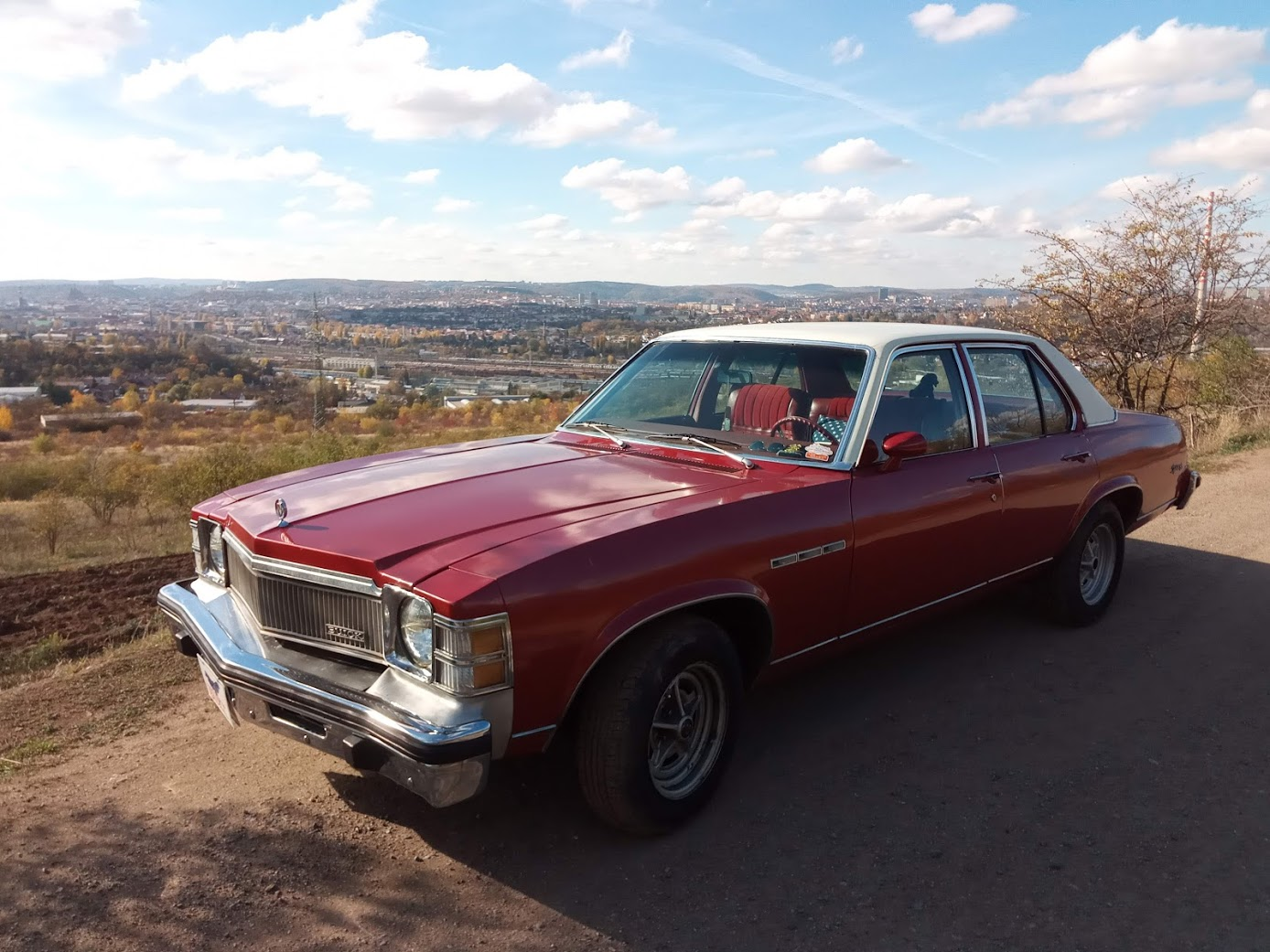
بیوک اسکای‌لارک مدل ۱۹۷۷ که در ایران با نام بیوک ایران به بازار عرضه میشد

جنرال موتورز ایران پس از سال ۱۹۷۹ نام خود را به پارس خودرو (به معنای خودروی پارس، پارس نام باستانی و اصلی ایران) تغییر داد. تولید بیوک در ایران از سال ۱۹۷۹ تا ۱۹۸۷ به صورت پاره وقت ادامه یافت و در نهایت در سال ۱۹۸۷ به‌علت قطع روابط تجاری و سیاسی بین ایران و آمریکا و عدم تداوم تامین قطعات، تولید تمامی خودروهای جنرال موتورز در ایران متوقف شد.
بیوک اسکای‌لارک که یکی از محبوب ترین خودروهای آمریکایی می‌باشد که در ابتدا به‌عنوان یک مدل از محصولات دیگر بیوک عرضه می‌شد، اما بعد از مواجهه با اقبال عمومی بیوک آن را به عنوان یک خودروی مجزا مطرح کرد و از سال‌های ۱۹۶۴ تا ۱۹۹۸، شش نسل از آن را به تولید رساند. بیوک ورانو به نوعی جانشین معنوی این خودرو به حساب می‌آید.